# موقع ضدي تفارغي
موقع ضدي تفارغي (بالإنجليزية: Allotope)‏ هيَ مناطق ذات هياكل غير مختلفة توجد على الجسم المضاد، وهي على عكس المكنان (موقع ضدي ذاتي) والذي يمتلك هياكل مختلفة من جسم مضاد إلى آخر.